# Empire (Alabama)
Pour les articles homonymes, voir Empire (homonymie).
Empire est une communauté non incorporée située dans le comté de Walker, dans l'État de l'Alabama, aux États-Unis. Elle se trouve à 6,9 km au nord-nord-est de Sumiton, à 155 m d'altitude.

## Services
Empire compte un bureau de poste desservi par le code ZIP 35063.

## Personnalités liées à la communauté
- Dan Bankhead, ancien joueur de Ligue majeure de baseball, est né en 1920 à Empire. Frère de Sam Bankhead, il est le premier lanceur de couleur à évoluer en ligue majeure ;
- Sam Bankhead (en), joueur des Negro Leagues de baseball de 1930 à 1950, est né en 1905 à Empire[3] ;
- Zeke Clements (en), chanteur de country surnommé « The Dixie Yodeler », est né en 1911 près d'Empire.